# Gamarde-les-Bains
Gamarde-les-Bains é uma comuna francesa na região administrativa da Nova Aquitânia, no departamento Landes. Estende-se por uma área de 19,04 km². Em 2010 a comuna tinha 1 398 habitantes (densidade: 73,4 hab./km²).